# Timbiquí (ort)
Timbiquí är en ort i Colombia.   Den ligger i departementet Cauca, i den västra delen av landet, 400 km sydväst om huvudstaden Bogotá. Timbiquí ligger 4 meter över havet och antalet invånare är 6 267.
Terrängen runt Timbiquí är huvudsakligen platt. Timbiquí ligger nere i en dal. Runt Timbiquí är det glesbefolkat, med 18 invånare per kvadratkilometer. Det finns inga andra samhällen i närheten. I omgivningarna runt Timbiquí växer i huvudsak städsegrön lövskog.